# Ítélet (televíziós sorozat)
Az Ítélet (Conviction) egy amerikai televíziós sorozat, amely 2016. október 3-án 22:00 órakor került adásba az ABC csatornán. Főszereplői: Hayley Atwell, Eddie Cahill, Shawn Ashmore, Merrin Dungey, Emily Kinney, Manny Montana és Daniel Franzese. Magyarországon a FOX csatorna mutatta be 2016. november 7-én 21:00 órai kezdettel.

## Történet
|  | Alább a cselekmény részletei következnek! |

Hayes Morrison, a volt elnök lázadó lánya kokainbirtoklásért börtönbe kerülne, de az államügyésztől lehetőséget kap, hogy helyette inkább a város Conviction Integrity Unitjának (CIU) vezetője legyen. A csoport az elítéltek ügyeit vizsgálja felül. Hayes elsőként Odell Dwyer ügyét nézi át, akit lehet, hogy ártatlanul ítéltek el Anna Ramos meggyilkolása miatt.
|  | Itt a vége a cselekmény részletezésének! |

## Szereplők

### Főszereplők
| Színész(nő)     | Szerep                  | Megjegyzés                                                    | Magyar hang      |
| --------------- | ----------------------- | ------------------------------------------------------------- | ---------------- |
| Hayley Atwell   | Hayes Morrison          | Ügyvéd, a CIU vezetője, Harper és Ted lánya, Jackson testvére | Balsai Móni      |
| Eddie Cahill    | Conner Wallace          | Államügyész                                                   | Barát Attila     |
| Shawn Ashmore   | Sam Spencer             | Ügyész a CIU-nál                                              | Szabó Máté       |
| Merrin Dungey   | Maxine Bohen            | Nyomozó a CIU-nál, korábban a New York-i rendőrség nyomozója  | Náray Erika      |
| Emily Kinney    | Tess Larson             | Jogi asszisztens a CIU-nál                                    | Sallai Nóra      |
| Manny Montana   | Franklin 'Frankie' Cruz | Törvényszéki szakértő a CIU-nál                               | Seszták Szabolcs |
| Daniel Franzese | Jackson Morrison        | Harper és Ted fia, Harper kampányvezetője, Hayes testvére     | Holl Nándor      |

### Vendég- és mellékszereplők
| Színész(nő)      | Szerepnév       | Megjegyzés                                                           | Magyar hang  |
| ---------------- | --------------- | -------------------------------------------------------------------- | ------------ |
| Bess Armstrong   | Harper Morrison | Volt First Lady, jelenleg szenátorjelölt, Hayes és Jackson édesanyja | Spilák Klára |
| Maurice Williams | Odell Dwyer     | Elítélt                                                              |              |
| Martin Donovan   | Ted Morrison    | Volt amerikai elnök, Hayes és Jackson édesapja                       |              |
| Sarah Allen      | Lisa Crozier    | Riporter                                                             | Urbán Andrea |

## Epizódok
| Évad | Évad | Részek száma | Részek száma | Eredeti sugárzás | Eredeti sugárzás | Eredeti adó | Magyar sugárzás   | Magyar sugárzás  | Magyar adó |
| Évad | Évad | Részek száma | Részek száma | Évadbemutató     | Évadzáró         | Eredeti adó | Évadbemutató      | Évadzáró         | Magyar adó |
| ---- | ---- | ------------ | ------------ | ---------------- | ---------------- | ----------- | ----------------- | ---------------- | ---------- |
|      | 1.   | 13           | 13           | 2016. október 3. | 2017. január 29. | ABC         | 2016. november 7. | 2017. február 6. | FOX        |

### 1. évad (2016–17)
| Sor. | Év. | Cím                                                     | Rendező           | Író                    | Premier                               | Nézettség        | Gyártási szám |
| ---- | --- | ------------------------------------------------------- | ----------------- | ---------------------- | ------------------------------------- | ---------------- | ------------- |
| 1.   | 1.  | Fehér igazság (Pilot)                                   | Liz Friedlander   | Liz Friedman           | 2016. október 3. 2016. november 7.    | 5,17 millió n.a. | 101           |
| 2.   | 2.  | Csőlátás (Bridge and Tunnel Vision)                     | Rob Seidenglanz   | Liz Friedman           | 2016. október 10. 2016. november 14.  | 4,23 millió n.a. | 102           |
| 3.   | 3.  | Robbantás (Dropping Bombs)                              | Liz Friedlander   | Thomas L. Moran        | 2016. október 17. 2016. november 21.  | 4,24 millió n.a. | 103           |
| 4.   | 4.  | A mama kis kolonca (Mother's Little Burden)             | Paul Holahan      | Samantha Corbin-Miller | 2016. október 24. 2016. november 28.  | 4,74 millió n.a. | 104           |
| 5.   | 5.  | 1% esély (The 1% Solution)                              | Scott Hornbacher  | Steve Lichtman         | 2016. november 7. 2016. december 5.   | 3,64 millió n.a. | 105           |
| 6.   | 6.  | Légy résen (#StayWoke)                                  | Christine Moore   | Lynne E. Litt          | 2016. november 14. 2016. december 12. | 4,17 millió n.a. | 106           |
| 7.   | 7.  | Egyszerű ember (A Simple Man)                           | Brad Turner       | Simran Baidwan         | 2016. november 21. 2016. december 19. | 4,14 millió n.a. | 107           |
| 8.   | 8.  | Rossz alku (Bad Deals)                                  | John Stuart Scott | Eduardo Javier Canto   | 2016. november 28. 2017. január 2.    | 3,36 millió n.a. | 108           |
| 9.   | 9.  | Másfajta halál (A Different Kind of Death)              | Andrew McCarthy   | Lynne E. Litt          | 2016. december 5. 2017. január 9.     | 3,34 millió n.a. | 109           |
| 10.  | 10. | Nem oké (Not Okay)                                      | Jan Eliasberg     | Thomas L. Moran        | 2017. január 1. 2017. január 16.      | 2,06 millió n.a. | 110           |
| 11.  | 11. | Fekete Orchidea (Black Orchid)                          | Metin Hüseyin     | Samantha Corbin-Miller | 2017. január 8. 2017. január 23.      | 2,70 millió n.a. | 111           |
| 12.  | 12. | Ellenséges harcos (Enemy Combatant)                     | Paul Edwards      | Eduardo Javier Canto   | 2017. január 15. 2017. január 30.     | 2,24 millió n.a. | 112           |
| 13.  | 13. | Múlt, jelen és a jövő (Past, Prologue & What’s to Come) | Liz Friedlander   | Vincent Angell         | 2017. január 29. 2017. február 6.     | 2,43 millió n.a. | 113           |